# عبد المنان الوزير آبادي
عبد المنان بن شرف الدين الوزير آبادي، محدث مشهور، (1267-1334).

## نشأته
ولد بقرية قرولي من أعمال جهلم، وكف بصره في صغر سنه، وتوفي والده، ولكنه مع ذلك شرع الاشتغال بالعلم، وحفظ القرآن الكريم، وقرأ المختصرات على المولوي برهان الدين الهتاروي، والمولوي قل أحمد الجكوي.
ثم رحل إلى سهارنبور، ولازم الشيخ محمد مظهر النانوتوي مدة من الزمان وأخذ عنه.
ثم سافر إلى بهوبال وأقام بها مدة، وأخذ القرآن وسنن ابن ماجه عن الشيخ عبد الجبار الناكبوري، وقرأ سنن الترمذي وأبي داود والنسائي والدارمي على الحكيم محمد أحسن الحاجبوري.
ثم ذهب إلى دهلي، وأخذ عن الشيخ المسند نذير حسين الدهلوي، وقرأ عليه تفسير الجلالين، وهداية الفقه، والصحاح الستة، وأجازه الشيخ إجازة عامة، وحصلت له الإجازة عن الشيخ المعمر عبد الحق بن فضل الله النيوتيني أيضاً.
ثم سار إلى أمرتسر ولازم الشيخ الكبير عبد الله الغزنوي سنتين كاملتين، واستفاد منه فوائد كثيرة.
ثم ذهب إلى وزير آباد سنة اثنتين وتسعين، وسكن بها، وعكف على الدرس والإفادة، فدرّس الصحاح الستة أكثر من خمس وثلاثين مرة.
وكانت له اليد الطولى في النحو واللغة، وخبرة تامة بالرجال وجرحهم وتعديلهم وطبقاتهم، وبفنون الحديث، وبالعالي والنازل، والصحيح والسقيم، مع حفظه لمتون الدين، انفرد به في تلامذة السيد نذير حسين المذكور، فلم يبلغ أحد رتبته في كثرة الدرس والإفادة ولم يقاربه.

## ثناء العلماء عليه
قال الشيخ شمس الحق الديانوي: لا أعلم أحداً في تلامذة السيد نذير حسين المحدث أكثر تلامذة منه، قد ملأ بنجاب بتلامذته، كأنه هو حافظ الصحاح في هذا العصر، وقد أناط السيد نذير حسين عمامته على رأسه سنة عشرين وثلاثمائة وألف، واستخلفه في بنجاب
إني رأيته في بلدة أمرتسر، وتمتعت بصحبته، مات سنة أربع وثلاثين وثلاثمائة وألف».
قلت: ومن الزيادات عليه ما قاله محمد عطاء الله حنيف الفوجياني في مقدمة إتحاف النبيه (ص39-40):
«هو أستاذ العلماء والأفاضل، مسند وقته، ملحق الأصاغر بالأكابر، الحافظ.. أخذ في قراءة القرآن في السابعة من عمره، وحرم بصارته في تاسعته، وخرج من وطنه لطلب العلم في الثالث عشر من عمره، فحاهد في تحصيله جهاداً كبيراً، وقرأ كتب الدرس النظامي المتداولة في هذه البلاد مهما قدر له، منهم مولانا محمد مظهر النانوتوي السهارنفوري، ثم شمر ساقه وشد مئزره لتحصيل علوم القرآن والحديث، بذهب إلى بوفال، وكان إذ ذاك عهد النواب محمد صديق حسن خان ، وقرأ هناك في سنة واحدة كتب الحديث على مولانا عبد الجبار الناكفوري، ومولانا الطبيب محمد أحسن الصديقي، ثم ذهب إلى دهلي، وقرأ الصحاح الست وبعض كتب التفسير والفقه على السيد محمد نذير حسين المحدث، متقنا لها أحسن إتقان، وعليه تخرج في الحديث.. وعلّم العلوم مدة مديدة، سيما الصحاح الست، فإنه كان يدرّسها ليلا ونهاراً، وأقرأها بتمامها سبعين مرة، حتى ملأ كورة بنجاب من تلامذته.
قال زميله العلامة محمد شمس الحق المحدث: لا أعلم في تلامذة شيخنا السيد محمد نذير حسين أكثر تلامذة منه، وكأنه حافظ الصحاح في هذا العصر، وهو عابد زاهد منكسر المزاج. اهـ.» وذكر أنه توفي في وزير آباد.
قلت: وذكره العظيم آبادي في مقدمة غاية المقصود (1/59) ضمن أجلة تلاميذ نذير حسين، وقال: ذو الكمالات الشريفة الشيخ المدرس الحافظ عبد المنان الوزير آبادي.
وعدّه تلميذه العلامة محمد إسماعيل السلفي في كتابه حركة الانطلاق الفكري (487) من الأئمة المجتهدين.
ووصفه محمد الغوندلوي في إجازته للفوجياني (خ) بحافظ الوحيين الحديث والقرآن.
وقال محمد علي اللكهوي المدني في إجازته لشيخنا ثناء الله المدني (ضمن ثبته تذكرة الجهابذة 55): وإني قرأت الكتب المذكورة على أفضل الأفاضل والأقران، حافظ الحديث والقرآن.
ووصفه العلامة بديع الدين شاه الراشدي في ثبته: بأستاذ العلماء الأفاضل، حافظ الحديث، مسند وقته.
ووصفه العلامة محمد عبدُه الفَلَاح في مقدمته للإرشاد للدهلوي (35 معد للطباعة): بالحافظ الشيخ المحدّث. ونصّ على أنه أخذ الإجازة من صديق حسن خان في بهوبال، والمعمر عبد الحق البنارسي.
وقال شيخنا الفريوائي في جهود مخلصة (133): العلامة المحدث الحافظ، من أجل تلامذة المحدث نذير حسين، ومن كبار أساتذة الحديث في عصره.
وأحال في ترجمته على جريدة أهل الحديث في أمرتسر (16/41 عام 1919م)، وتأريخ أهل الحديث للسيالكوتي، وتذكرة علماء حال (55-56).
وأفاد الفوجياني أن تلميذ المترجم سلطان أحمد التتوي أخذ عن شيخه ترجمته، وطبعها.

## تلاميذه
وممن أخذ عنه أيضاً: ثناء الله الأمرترسري،
محمد إبراهيم السيالكوتي
الحافظ عبد الله الروبري
وعنايت علي الوزير آبادي،
وأبوالخير محمد إسماعيل السلفي،
وأبو المساكين عمر الدين الوزير آبادي،
وعبد الرحمن الكثهوي،
وفقير الله الكثهوي،
وأبو عبد الرحمن محمد الفنجابي محشي سنن النسائي،
وعبد الحميد السوهدروي الفنجابي،
والحافظ محمد الجوندلوي، وهو آخر المذكورين وفاة (ت1405).